# Горбачі (Чернігівський район)
Горбачі́ — село в Україні, у Козелецькій селищній громаді Чернігівського району Чернігівської області. Населення становить 84 особи. До 2016 року орган місцевого самоврядування — Лемешівська сільська рада.

## Географічне розташування
Село Горбачі розташоване за 61 км від обласного центру та 13 км від адміністративного центру селищної громади.

## Історія
Село засноване 1720 року.
З 7 березня 1923 року село перебувало у складі Козелецького району Чернігівської області.
13 жовтня 2016 року, в ході децентралізації, Лемешівська сільська рада об'єднана з Козелецькою селищною громадою.
12 червня 2020 року, відповідно до розпорядження Кабінету Міністрів України № 730-р «Про визначення адміністративних центрів та затвердження територій територіальних громад Чернігівської області», затверджено склад Козелецької селищної громади.
19 липня 2020 року, в результаті адміністративно-територіальної реформи та ліквідації Козелецького району, село увійшло до складу Чернігівського району Чернігівської області.

## Населення
1901 - 185 мешканців.

### Мова
Розподіл населення за рідною мовою за даними перепису 2001 року:
| Мова       | Кількість | Відсоток |
| ---------- | --------- | -------- |
| українська | 133       | 99.25%   |
| російська  | 1         | 0.75%    |
| Усього     | 134       | 100%     |